# لسلی، میسوری
لسلی (به انگلیسی: Leslie) یک منطقهٔ مسکونی در ایالات متحده آمریکا است که در شهرستان فرانکلین، میزوری واقع شده‌است.
 لسلی ۰٫۴۴ کیلومتر مربع مساحت و ۱۷۱ نفر جمعیت دارد و ۲۵۲ متر بالاتر از سطح دریا واقع شده‌است.